# Quesuismo
El «quesuismo» es un fenómeno sintáctico de la gramática del idioma español, que consiste en emplear la secuencia «que su» o «que sus» (es decir, el pronombre relativo que seguido del posesivo su o sus) para introducir una cláusula relativa cuyo sujeto mantiene una relación de objeto poseído con el antecedente de la relativa. Muchas hablas, variedades y dialectos del español son quesuistas, especialmente en el habla oral y coloquial. Por contraste, otras variedades hispánicas, especialmente en la lengua escrita, utilizan el determinante relativo posesivo cuyo (derivado del latín cuius) y sus declinaciones (cuyos, cuya y cuyas) en los mismos contextos. Por ejemplo, mientras en una variedad quesuista se dice «el muchacho que su madre es doctora», en una no quesuista se dice «el chico cuya madre es doctora». Este uso gramatical está documentado tempranamente en castellano medieval[cita requerida] y, en algunos dialectos, se restringe al registro coloquial o informal.
Solamente pueden considerarse casos de quesuismo frases en las que el antecedente de la relativa es el poseedor del sujeto de la subordinada. Es decir, la secuencia «que su» no siempre constituye quesuismo. Así, no son ejemplos de quesuismo: ni «Este es el libro que su amigo me dio», donde el libro no es el poseedor del amigo, ni «Me dijo que su coche estaba averiado», donde la palabra que no es un pronombre relativo.
Desde una perspectiva prescriptivista, varios manuales de redacción e instituciones consideran las construcciones quesuistas como desaconsejadas o como "errores".[cita requerida] Según este criterio, la lengua escrita formal debería siempre preferir en su lugar las construcciones con el pronombre relativo cuyo. Algunos lo consideran un subtipo de anacoluto.[cita requerida]